# Мови Ватикану

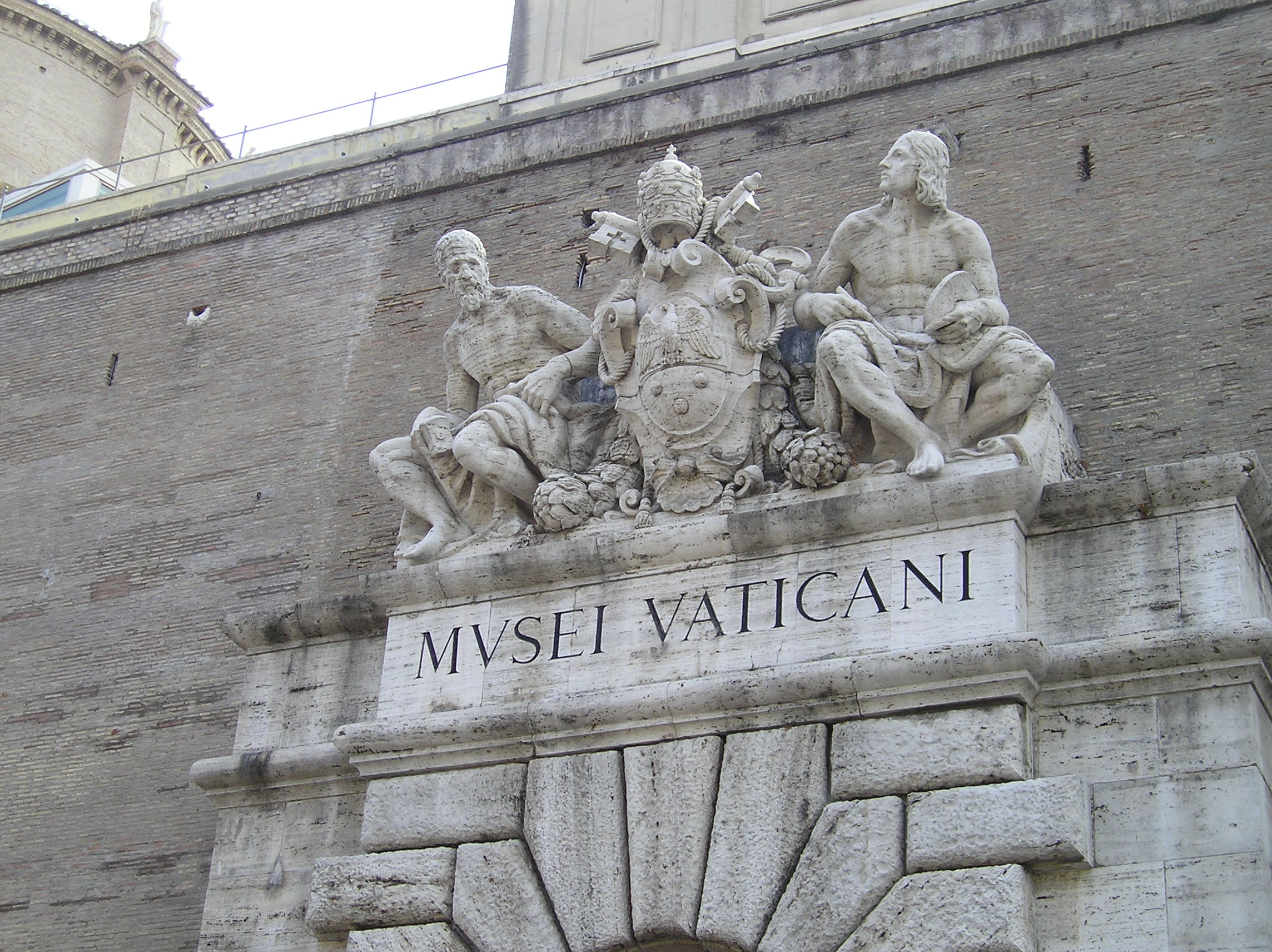
Італійський напис на будівлі Ватиканських музеїв

Ватикан — місто-держава, що виникла в 1929 році.
У Ватикані відсутня встановлена законом офіційна мова. Однак відповідно до параграфа 2 Legge sulle fonti del diritto від 7 червня 1929 року, закони та правові акти держави публікуються на італійській мові (такі як Supplemento per le leggi e disposizioni dello Stato della Citta del Vaticano — додаток до Acta Apostolicae Sedis).
На офіційному сайті Ватикану використовують, крім італійської, англійську, французьку, іспанську та німецьку мови, але не латинська і португальська, які використовують на офіційному сайті Святого Престолу.
У межах держави використовують велику кількість мов. Так, солдати Ватиканської швейцарської гвардії приносять присягу офіційною мовою їх рідного кантону: німецькою, французькою або італійською. Газета Святого Престолу l'osservatore Romano, що публікується в Італії, видається англійською, німецькою, французькою, польською, португальською та іспанською мовами. У липні 2008 року до них приєдналася мова малайялам.
Найважливіші документи Святого Престолу, опубліковані в Acta Apostolicae Sedis, написані латинською мовою. З моменту виникнення держави акти пишуться також італійською, грецькою, німецькою та французькою мовами.